# Danscatt
DanScatt er et instrumentcenter finansieret af offentlige midler via NUFI, Nationalt Udvalg for Forskningsinfrastruktur, og organiseret som et netværk indenfor brugen af synkrotron-røntgenkilder, neutronkilder og fri-elektron røntgenlasere for alle forskere i Danmark. Centeret har hjemme på Danmarks Tekniske Universitet, DTU.
DanScatt har medlemmer fra de fleste danske universiteter og dækker mere end 35 forskningsgrupper landet over. Herved understøtter DanScatt også uddannelsen af studerende indenfor området af strålingsvidenskab og -teknologi.
DanScatt bygger på instrumentcentret DanSync fra 1998 for brugen af synchrotron-røntgenkilder, ledet af Jens Als-Nielsen. I 2002 begyndte et tilsvarende instrumentcenter for brugen af neutronkilder under navnet DanScatt under ledelse af Desmond McMorrow og senere Kim Lefmann. Disse to centre blev i 2009 slået sammen til det fælles center DanScatt, under ledelse af Robert Feidenhans’l og senere Henning Friis Poulsen. I centrenes begyndelse kom finansieringen alene fra Det Naturvidenskabelige Forskningsråd, nu Danmarks Frie Forskningsfond.
Netværket i DanScatt ledes af en bestyrelse med repræsentanter fra de deltagende universiteter og fra danske virksomheder samt lejlighedsvist observatører fra innovationsnetværk og -platforme. Bestyrelsen koordinerer den danske indsats på neutron- og røntgenområdet. I 2024 er professor Martin Meedom Nielsen (DTU) formand for DanScatt, mens professor Kim Lefmann (KU) er næstformand.

## Aktiviteter
Strategien bag DanScatts aktiviteter er primært at opdyrke og øge antallet af brugere af røntgen- og neutronstråling i Danmark. Udgangspunktet er universiteterne, men indsatsen omfatter også erhvervslivet.
DanScatt understøtter Danmarks tilstedeværelse og aktiviteter ved internationale faciliteter for strålingsforskning fx European Synchrotron Radiation Facility og Institut Laue-Langevin (Frankrig), Swiss Light Source og Swiss Spallation Neutron Source (Schweiz), Diamond og ISIS Neutron and Muon Source (UK), Deutsches Elektronen-Synchrotron og E-XFEL (Tyskland), Spring-8 og J-PARC (Japan) og MAX IV (Sverige). Det sker bl.a. ved at finansiere rejseaktivitet for forskere i netværket og ved at understøtte videndeling indenfor sine forskningsområder.
Fremover vil DanScatt også spille en vigtig rolle for danske aktiviteter ved det kommende neutronforskningscenter European Spallation Source, ESS (Sverige).
DanScatt medlemmer er kraftigt involveret i opbygningen af instrumenter på ESS. Spektrometeret BIFROST er konstrueret under ledelse af DTU, med bidrag fra Københavns Universitet, KU, og vil blive en af de første instrumenter til at optage data på ESS. Diffraktometeret HEIMDAL blive opført under ledelse af Aarhus Universitet, AU. DanScatt medlemmer har også bidraget til designet af andre ESS instrumenter, for eksempel spektrometeret MIRACLES.
DanScatt holder løbende opsyn med status, udvikling og muligheder på faciliteterne rundt om i verden, såsom jobopslag og projekter, for at sikre, at landets universitetsforskere indenfor neutron- og røntgenområdet holdes opdateret om udviklingen.
Yderligere aktiviteter i DanScatts er faglige årsmøder samt støtte til kurser og sommerskoler. Målet er dygtiggørelse, erfaringsudveksling og netværksdannelse blandt studerende og unge forskere med henblik på at styrke deres videre karrierer og udbrede/uddybe viden i brugen af røntgen- og neutronstråling.